# Poolbar Festival
Het Poolbar Festival is een jaarlijks festival in de stad Feldkirch in Vorarlberg (Oostenrijk). Het zwaartepunt ligt op muziek en cultuur.

## Het festival
Het Poolbar Festival werd voor het eerst gehouden in 1994 als een culturele zomeracademie. Inmiddels komen er elk jaar rond de 20.000 mensen. Het vindt binnen zeven weken tussen juli en augustus plaats. Het festival werkt dikwijls samen met het Kunsthaus Bregenz en het Kunstmuseum Liechtenstein.
Doordat het op het geografische raakvlak tussen Oostenrijk, Duitsland, Liechtenstein en Zwitserland ligt, wordt het festival elke zomer een grensoverschrijdende hotspot voor breed en gevarieerd publiek.

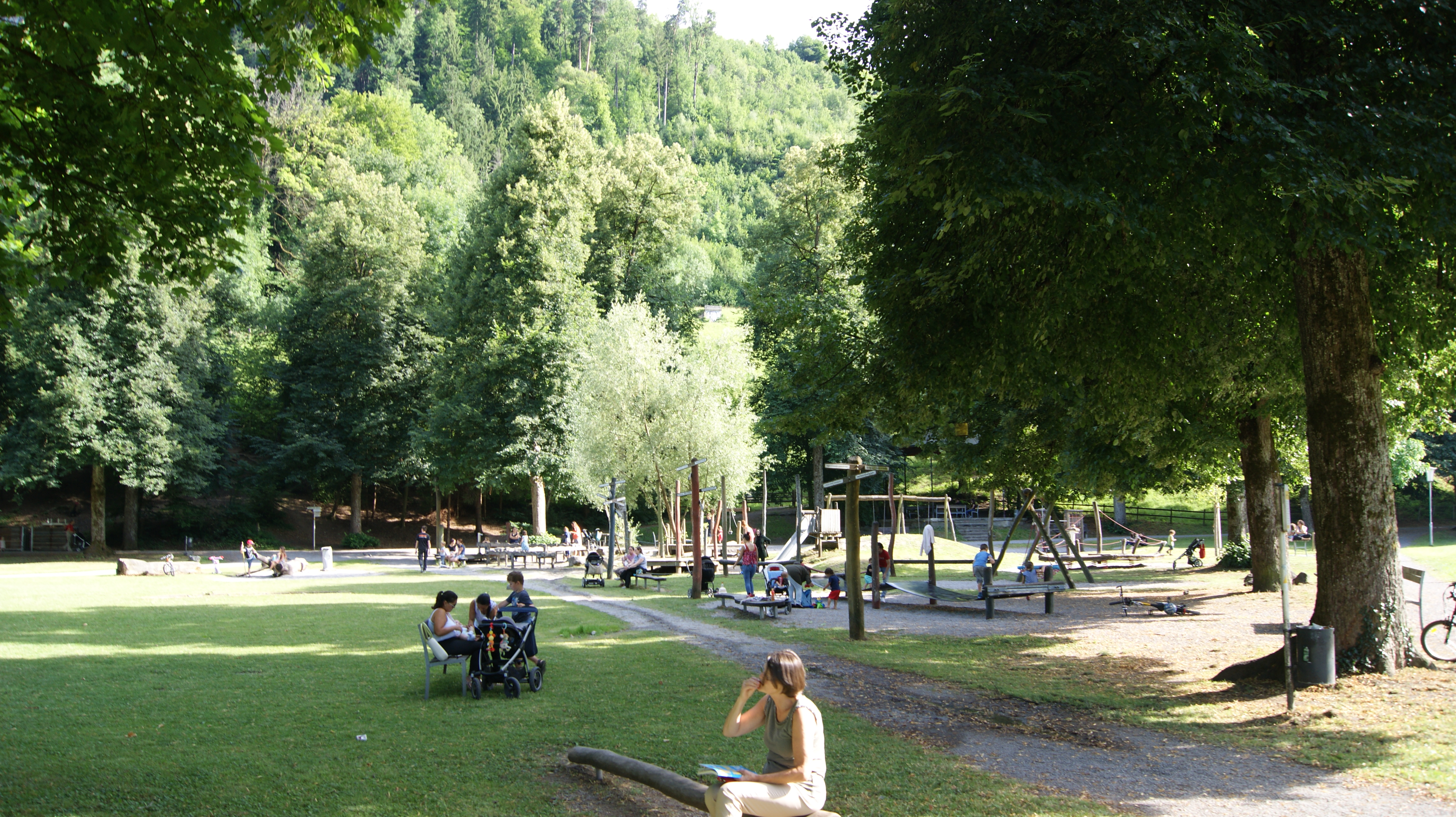
Het Reichenfeld-park in het centrum van Feldkirch is een van de locaties van het Poolbar festival

Naast concerten en feesten biedt het festival een breed scala aan films, korte films, cabaret, poetry slam, popquiz, modevoorstellingen en discussies. Het vindt onder ander plaats in het stadscentrum in het voormalige binnenzwembad ("Altes Hallenbad") van de privéschool Stella Matutina in het Reichenfeld-park. Door de organisatie en implementatie van landschap en architectuur zijn de openluchtevenementen heel uniek.
Het meubilair, dat elke zomer vernieuwd wordt, wordt bepaald door een internationale architectuurwedstrijd. De wedstrijd wordt georganiseerd door het Vorarlberger Architekturinstitut (VAI) en de plaatselijke Kamer van Koophandel. Op het festival worden ook kunst- en modewedstrijden gehouden.
Ondanks de COVID-19-pandemie konden in 2020 10.000 bezoekers het festival bijwonen.
Sinds 2020 reikt het Poolbar Festival samen met ORF Vorarlberg en Wann&Wo de Vorarlbergse muziekprijs "Sound@V" uit. Deze is begiftigd met 20.000 euro aan prijzengeld.

## Prijzen
Het festival ontving de volgende prijzen:
- 2013: Cultuurprijs van de stad Feldkirch ("Kulturpreis der Stadt Feldkirch")[9]
- 2014: Oostenrijkse cultuurprijs voor culturele initiatieven ("Österreichischer Kunstpreis für Kulturinitiativen")[2]

## Line-Ups (selectie)
- 2022: Sportfreunde Stiller, Metronomy, Local Natives, Kytes, HVOB, Alicia Edelweiss, My Ugly Clementine, Wolf Haas, Alfred Dorfer[10]
- 2021: The Notwist, Cari Cari, Sharktank, Mighty Oaks, Patrice[11]
- 2020: Lou Asril, Nneka, Buntspecht[7]
- 2019: Bilderbuch, Xavier Rudd, Mattiel, The Twilight Sad, Tove Lo, Propaghandi
- 2018: Eels, Ziggy Marley, Shout Out Louds, The Subways
- 2017: Pixies, Jake Bugg, Sohn, The Naked And Famous, HVOB, Leyya, Conor Oberst[12]
- 2016: Nada Surf, Travis, Dispatch, Peaches, Lola Marsh, Bilderbuch[13]
- 2015: Patrice, Wanda, William Fitzsimmons, Elektro Guzzi, Dillon, Darwin Deez, Colour Haze[14]
- 2014: Shout Out Louds, Bonaparte, The Dandy Warhols, Anna Calvi, Maximo Park[15]
- 2013: My Bloody Valentine, Frank Turner, Young Rebel Set, Casper, Bad Religion, Kate Nash[16]
- 2012: Marilyn Manson, Regina Spektor, Yann Tiersen, Theophilus London, The Whitest Boy Alive, Gogol Bordello[17]
- 2011: Portugal The Man, The Subways, Molotov, Kettcar, dEUS, Hercules & Love Affair[18]
- 2010: Nada Surf, Juliette Lewis, Flogging Molly, Ebony Bones, Die Goldenen Zitronen[19]
- 2009: Dropkick Murphys, Anti-Flag, Morcheeba, Art Brut[20]
- 2008: The Wombats, The Notwist, Friska Viljor, Modeselektor, Iron and Wine[21]
- 2007: Shout Out Louds, Kosheen, Final Fantasy, Slut, IAMX[22]
- 2006: Calexico, Vendetta, Trail of Dead, Attwenger, Eagle*Seagull[23]

## Weblink
- (de) Website van het festival